# Imkouka
Imkouka est une commune rurale située dans le département de Toéghin de la province du Kourwéogo dans la région Plateau-Central au Burkina Faso.

## Géographie
Imkouka se trouve à 7 km au sud-est de Toéghin, le chef-lieu du département, et à environ 23 km de Boussé, le chef-lieu provincial.

## Santé et éducation
Le centre de soins le plus proche d'Imkouka est le centre de santé et de promotion sociale (CSPS) de Toéghin tandis que le centre médical avec antenne chirurgicale (CMA) se trouve à Boussé.